# Saint-Aulaye
Saint-Aulaye – miejscowość i dawna gmina we Francji, w regionie Nowa Akwitania, w departamencie Dordogne. W dniu 1 stycznia 2016 roku z połączenia dwóch ówczesnych gmin – Puymangou oraz Saint-Aulaye – utworzono nową gminę Saint Aulaye-Puymangou. Siedzibą gminy została miejscowość Saint Aulaye. W 2013 roku populacja Saint Aulaye wynosiła 1386 mieszkańców. 